# Hatesphere
Hatesphere (oftast skrivet HateSphere) är ett danskt melodisk dödsmetal/thrash metal-band. Bandet bildades 2001 av gitarristen Peter Hansen. Bandet åkte på turné med The Haunted 2003 och med Exodus 2004, de spelade också på flera festivaler. 2007 gick bandet igenom många medlemsbyten och endast bandets skapare Peter Hansen blev kvar.

## Medlemmar
Nuvarande medlemmar
- Peter "Pepe" Lyse Hansen – gitarr (2001– )
- Mike Park Nielsen – trummor (2009– )
- Esben "Esse" Elnegaard Kjær Hansen – sång (2010– )
- Jimmy Nedergaard – basgitarr (2011– )
- Kasper Kirkegaard – gitarr (2016– )

Tidigare medlemmar
- Mikael Ehlert Hansen – basgitarr (2001–2007)
- Jesper Moesgaard	– trummor (2001)
- Morten Toft Hansen – trummor (2001–2003)
- Niels Peter "Ziggy" Siegfredsen – gitarr (2001–2002)
- Jacob "Dr. J" Bredahl – sång (2001–2007)
- Henrik "Heinz" Bastrup Jacobsen – gitarr (2002–2007)
- Anders "Andy Gold" Gyldenøhr – trummor (2003–2007)
- Mixen Lindberg – basgitarr (2007–2010)
- Dennis Buhl – trummor (2007–2010)
- Jonathan "Joller" Albrechtsen – sång (2007–2010)
- Jakob Nyholm – gitarr (2007–2016)

Turnerande medlemmar
- Morten Løwe Sørensen – trummor (2005)
- Heinrich "Heinz" Jacobsen – gitarr (2008)
- Mikael Ehlert Hansen – basgitarr (2010-2011)
- Morten "Kruge" Madsen – sång (2010)
- Nikolaj Poulsen – basgitarr (2013)
- Kasper Kirkegaard – gitarr (2015–2016)

## Diskografi
Studioalbum
- 2001 – HateSphere
- 2002 – Bloodred Hatred
- 2004 – Ballet of the Brute
- 2005 – The Sickness Within
- 2007 – Serpent Smiles and Killer Eyes
- 2009 – To the Nines
- 2011 – The Great Bludgeoning
- 2013 – Murderlust
- 2015 – New Hell
- 2018 – Reduced To Flesh

EP
- 2003 – Something Old, Something New, Something Borrowed and Something Black
- 2005 – The Killing EP
- 2018 – Kapitalismen

Singlar
- 2007 – "The King Of The Dead" / "Vote With A Bullet"

Annat
- 2013 – Versus (delad album: HateSphere / Remnants of the Fallen)